# Rally de Silesia de 2024
El Rally de Silesia de 2024, oficialmente 8. Rally Silesia - Rajd Śląska, fue la octava edición y la octava y última ronda de la temporada 2024 del Campeonato de Europa de Rally. Se celebró del 11 al 13 de octubre y contó con un itinerario de catorce tramos sobre asfalto que sumaban un total de 180,15 km cronometrados.
El ganador de la prueba fue el italiano Andrea Mabellini quien obtuvo su primera victoria en el ERC tras una intensa lucha con el finalmente bicampeón Hayden Paddon. Paddon lideraba el rally tras la primera jornada por 6.8 segundos frente a Mabellini. En el segundo y último día de competición hizo su aparición la lluvia y dio un vuelco el la clasificación: Mabellini ganó la primera especial y se acercó a 5,3 segundos del Hyundai i20 N Rally2 de Paddon al finalizar la primera especial del domingo. Paddon contraatacó en la siguiente especial para liderar por 6,1 segundos antes del decisivo SS11, la primera pasada por el Power Stage del Voivodato de Silesia, afectado por la lluvia. En condiciones de lluvia, Mabellini fue 8,0 segundos más rápido que Paddon para liderar una prueba del ERC por primera vez por 1,6 segundos. Paddon, que abordó el SS11 con una combinación de neumáticos Pirelli de compuesto medio y para lluvia, perdió más terreno ante Mabellini con un medio trompo y un sobregiro en el SS13, que completó a 12,1 segundos de Mabellini, aunque con el premio de lograr una segunda corona consecutiva del ERC. Con dos victorias de tramo el viernes y cinco el domingo, incluido el Power Stage, Jon Armstrong, apoyado por la Motorsport Ireland Rally Academy, logró su primer podio en el ERC en segundo lugar después de superar al ultracauteloso Paddon en el SS14, después de haber luchado desde la séptima posición inicial. Al volante de un Ford Fiesta Rally2 calzado con neumáticos Pirelli, Armstrong venció a Paddon por 1,5 segundos y al héroe local Mikołaj Marczyk, que estaba 5,8 segundos por detrás.
En las categorías inferiores, en su debut en la categoría el joven sueco Mille Johansson se alzó con la victoria frente a los locales Hubert Kowalczyk y Igor Widłak. En el ERC4 y en ERC Junior, la victoria se la llevó otro sueco, Calle Carlberg quien se llevó el subcampeonato de la categoría con este triunfo, el segundo lugar fue para el británico Max McRae, mientras que el último escalón del podio fue ocupado por el checo Daniel Polášek.

## Lista de inscritos
| Num.                     | Piloto              | Copiloto              | Automóvil              | Equipo                       |
| ------------------------ | ------------------- | --------------------- | ---------------------- | ---------------------------- |
| 1                        | Hayden Paddon       | John Kennard          | Hyundai i20 N Rally2   | BRC Racing Team              |
| 2                        | Mathieu Franceschi  | Andy Malfoy           | Škoda Fabia RS Rally2  | Mathieu Franceschi           |
| 3                        | Mikołaj Marczyk     | Szymon Gospodarczyk   | Škoda Fabia RS Rally2  | Mikołaj Marczyk              |
| 4                        | Andrea Mabellini    | Virginia Lenzi        | Škoda Fabia RS Rally2  | Team MRF Tyres               |
| 5                        | Simone Tempestini   | Francesca Maria Maior | Škoda Fabia RS Rally2  | Team MRF Tyres               |
| 6                        | Jon Armstrong       | Eoin Treacy           | Ford Fiesta Rally2     | Jon Armstrong                |
| 7                        | Yoann Bonato        | Benjamin Boulloud     | Citroën C3 Rally2      | Yoann Bonato                 |
| 8                        | Meirion Evans       | Jonathan Jackson      | Toyota GR Yaris Rally2 | Team MRF Tyres               |
| 9                        | Jakub Matulka       | Daniel Dymurski       | Škoda Fabia Rally2 evo | Jakub Matulka                |
| 10                       | Jarosław Kołtun     | Ireneusz Pleskot      | Škoda Fabia RS Rally2  | Plon RT                      |
| 11                       | Philip Allen        | Craig Drew            | Škoda Fabia RS Rally2  | Philip Allen                 |
| 12                       | Amaury Molle        | Alex Dubois           | Škoda Fabia Rally2 evo | Team MRF Tyres               |
| 14                       | Jarosław Szeja      | Marcin Szeja          | Škoda Fabia Rally2 evo | GK Forge Lotto Rally Team    |
| 15                       | Grzegorz Grzyb      | Adam Binięda          | Škoda Fabia RS Rally2  | EuroOil Team                 |
| 16                       | Łukasz Byśkiniewicz | Daniel Siatkowski     | Škoda Fabia Rally2 evo | Łukasz Byśkiniewicz          |
| 17                       | Zbigniew Gabryś     | Damian Syty           | Škoda Fabia RS Rally2  | JC Raceteknik                |
| 18                       | Piotr Krotoszyński  | Adrian Sadowski       | Škoda Fabia Rally2 evo | TRT Rally Team               |
| 19                       | Rafał Kwiatkowski   | Kamil Kozdroń         | Škoda Fabia Rally2 evo | Turán Motorsport SE          |
| 20                       | Daniel Chwist       | Kamil Heller          | Škoda Fabia RS Rally2  | Eurosol Racing Team Hungary  |
| 21                       | Tomáš Kurka         | Karel Vajík           | Škoda Fabia RS Rally2  | ACCR Orsák Rally Sport       |
| 22                       | Igor Widłak         | Michał Marczewski     | Ford Fiesta Rally3     | Grupa PGS RT                 |
| 23                       | Martin Ravenščak    | Dora Ravenščak        | Ford Fiesta Rally3     | Martin Ravenščak             |
| 24                       | Hubert Kowalczyk    | Jarosław Hryniuk      | Renault Clio Rally3    | Hubert Kowalczyk             |
| 25                       | Mille Johansson     | Johan Grönvall        | Ford Fiesta Rally3     | IK Sport Racing              |
| 26                       | Max McRae           | Cameron Fair          | Peugeot 208 Rally4     | TRT Rally Team               |
| 27                       | Calle Carlberg      | Jørgen Eriksen        | Opel Corsa Rally4      | ADAC Opel Rallye Junior Team |
| 28                       | Daniel Polášek      | Zdeněk Omelka         | Peugeot 208 Rally4     | Daniel Polášek               |
| 29                       | Davide Pesavento    | Flavio Zanella        | Peugeot 208 Rally4     | Davide Pesavento             |
| 30                       | Ciprian-Daniel Lupu | Andrei Aițculesei     | Renault Clio Rally5    | Ciprian Lupu                 |
| 31                       | Ekaterina Stratieva | Georgi Avramov        | Opel Corsa Rally4      | Ekaterina Stratieva          |
| 32                       | Michał Chorbiński   | Patryk Kielar         | Peugeot 208 Rally4     | Michał Chorbiński            |
| Fuente: ewrc-results.com |                     |                       |                        |                              |

## Itinerario
| Día                     | Tramo | Nombre                               | Distancia | Ganador de la etapa           | Automóvil                                  | Tiempo  | Líder de la general |
| ----------------------- | ----- | ------------------------------------ | --------- | ----------------------------- | ------------------------------------------ | ------- | ------------------- |
| Día 1 (11 de octubre)   | -     | GZM Zabrze Mikulczyce (Shakedown)    | 3.05 km   | Mathieu Franceschi            | Škoda Fabia RS Rally2                      | 1:43.9  | -                   |
| Día 1 (11 de octubre)   | SS1   | Katowice Super Special Stage         | 1.85 km   | Mikołaj Marczyk               | Škoda Fabia RS Rally2                      | 1:41.4  | Mikołaj Marczyk     |
| Día 2 (12 de octubre)   | SS2   | Jastrzębie Zdrój 1                   | 17.04 km  | Hayden Paddon                 | Hyundai i20 N Rally2                       | 8:59.3  | Hayden Paddon       |
| Día 2 (12 de octubre)   | SS3   | Ochaby 1                             | 10.80 km  | Hayden Paddon                 | Hyundai i20 N Rally2                       | 6:47.7  | Hayden Paddon       |
| Día 2 (12 de octubre)   | SS4   | Gmina Jasienica 1                    | 19.78 km  | Jon Armstrong                 | Ford Fiesta Rally2                         | 11:15.1 | Hayden Paddon       |
| Día 2 (12 de octubre)   | SS5   | Jastrzębie Zdrój 2                   | 17.04 km  | Hayden Paddon                 | Hyundai i20 N Rally2                       | 8:52.7  | Hayden Paddon       |
| Día 2 (12 de octubre)   | SS6   | Ochaby 2                             | 10.80 km  | Hayden Paddon                 | Hyundai i20 N Rally2                       | 6:40.4  | Hayden Paddon       |
| Día 2 (12 de octubre)   | SS7   | Gmina Jasienica 2                    | 19.78 km  | Jon Armstrong                 | Ford Fiesta Rally2                         | 11:06.5 | Hayden Paddon       |
| Día 2 (12 de octubre)   | SS8   | Silesian Stadium                     | 1.50 km   | Hayden Paddon Mikołaj Marczyk | Hyundai i20 N Rally2 Škoda Fabia RS Rally2 | 1:01.1  | Hayden Paddon       |
| Día 3 (13 de octubre)   | SS9   | Marklowice Górne 1                   | 11.46 km  | Jon Armstrong                 | Ford Fiesta Rally2                         | 6:53.5  | Hayden Paddon       |
| Día 3 (13 de octubre)   | SS10  | Hażlach 1                            | 17.45 km  | Jon Armstrong                 | Ford Fiesta Rally2                         | 9:59.5  | Hayden Paddon       |
| Día 3 (13 de octubre)   | SS11  | Silesian Voivodeship 1               | 11.87 km  | Andrea Mabellini              | Škoda Fabia RS Rally2                      | 6:41.0  | Andrea Mabellini    |
| Día 3 (13 de octubre)   | SS12  | Marklowice Górne 2                   | 11.46 km  | Jon Armstrong                 | Ford Fiesta Rally2                         | 7:18.4  | Andrea Mabellini    |
| Día 3 (13 de octubre)   | SS13  | Hażlach 2                            | 17.45 km  | Jon Armstrong                 | Ford Fiesta Rally2                         | 10:38.0 | Andrea Mabellini    |
| Día 3 (13 de octubre)   | SS14  | Silesian Voivodeship 2 (Power Stage) | 11.87 km  | Jon Armstrong                 | Ford Fiesta Rally2                         | 6:42.5  | Andrea Mabellini    |
| Fuente:ewrc-results.com |       |                                      |           |                               |                                            |         |                     |

### Power stage
El power stage fue un tramo de 11,87 km. Se otorgaron puntos adicionales a los cinco más rápidos.
| Pos. | Piloto             | Copiloto            | Tiempo | Diferencia | Puntos |
| ---- | ------------------ | ------------------- | ------ | ---------- | ------ |
| 1    | Jon Armstrong      | Eoin Treacy         | 6:42.5 | 0.0        | 5      |
| 2    | Mikołaj Marczyk    | Szymon Gospodarczyk | 6:44.5 | +2.0       | 4      |
| 3    | Mathieu Franceschi | Andy Malfoy         | 6:50.8 | +8.3       | 3      |
| 4    | Yoann Bonato       | Benjamin Boulloud   | 6:51.4 | +8.9       | 2      |
| 5    | Jarosław Kołtun    | Ireneusz Pleskot    | 6:53.7 | +11.2      | 1      |

## Clasificación final
| Pos.                     | Piloto              | Copiloto            | Automóvil              | Tiempo    | Diferencia | Puntos  |
| General                  | General             | General             | General                | General   | General    | General |
| ------------------------ | ------------------- | ------------------- | ---------------------- | --------- | ---------- | ------- |
| 1.                       | Andrea Mabellini    | Virginia Lenzi      | Škoda Fabia RS Rally2  | 1:45:28.9 | 0.0        | 30      |
| 2.                       | Jon Armstrong       | Eoin Treacy         | Ford Fiesta Rally2     | 1:45:47.2 | +18.3      | 24+5    |
| 3.                       | Hayden Paddon       | John Kennard        | Hyundai i20 N Rally2   | 1:45:48.7 | +19.8      | 21      |
| 4.                       | Mikołaj Marczyk     | Szymon Gospodarczyk | Škoda Fabia RS Rally2  | 1:45:53.0 | +24.1      | 19+4    |
| 5.                       | Mathieu Franceschi  | Andy Malfoy         | Škoda Fabia RS Rally2  | 1:46:22.0 | +53.1      | 17+3    |
| 6.                       | Yoann Bonato        | Benjamin Boulloud   | Citroën C3 Rally2      | 1:46:58.0 | +1:29.1    | 15+2    |
| 7.                       | Grzegorz Grzyb      | Adam Binięda        | Škoda Fabia RS Rally2  | 1:47:24.8 | +1:55.9    | 13      |
| 8.                       | Jarosław Szeja      | Marcin Szeja        | Škoda Fabia Rally2 evo | 1:47:45.2 | +2:16.3    | 11      |
| 9.                       | Łukasz Byśkiniewicz | Daniel Siatkowski   | Škoda Fabia Rally2 evo | 1:48:04.3 | +2:35.4    | 9       |
| 10.                      | Philip Allen        | Craig Drew          | Škoda Fabia RS Rally2  | 1:48:14.8 | +2:45.9    | 7       |
| 11.                      | Łukasz Byśkiniewicz | Daniel Siatkowski   | Škoda Fabia Rally2 evo | 1:48:31.2 | +3:02.3    | 5       |
| 12.                      | Jarosław Kołtun     | Ireneusz Pleskot    | Škoda Fabia RS Rally2  | 1:48:32.9 | +3:04.0    | 4+1     |
| 13.                      | Jakub Matulka       | Daniel Dymurski     | Škoda Fabia Rally2 evo | 1:49:07.5 | +3:38.6    | 3       |
| 14.                      | Mille Johansson     | Johan Grönvall      | Ford Fiesta Rally3     | 1:50:45.2 | +5:16.3    | 2       |
| 15.                      | Piotr Krotoszyński  | Adrian Sadowski     | Škoda Fabia Rally2 evo | 1:51:45.8 | +6:16.9    | 1       |
| ERC3                     |                     |                     |                        |           |            |         |
| 1.                       | Mille Johansson     | Johan Grönvall      | Ford Fiesta Rally3     | 1:50:45.2 | 0.0        | 30      |
| 2.                       | Hubert Kowalczyk    | Jarosław Hryniuk    | Renault Clio Rally3    | 1:54:38.8 | +3:53.6    | 24      |
| 3.                       | Igor Widłak         | Michał Marczewski   | Ford Fiesta Rally3     | 2:06:39.9 | +15:54.7   | 21      |
| 4.                       | Martin Ravenščak    | Dora Ravenščak      | Ford Fiesta Rally3     | 2:35:26.2 | +44:41.0   | 19      |
| ERC4                     |                     |                     |                        |           |            |         |
| 1.                       | Calle Carlberg      | Jørgen Eriksen      | Opel Corsa Rally4      | 1:53:12.8 | 0.0        | 30      |
| 2.                       | Max McRae           | Cameron Fair        | Peugeot 208 Rally4     | 1:53:40.3 | +27.5      | 24      |
| 3.                       | Daniel Polášek      | Zdeněk Omelka       | Peugeot 208 Rally4     | 1:56:53.0 | +3:40.2    | 21      |
| 4.                       | Davide Pesavento    | Flavio Zanella      | Peugeot 208 Rally4     | 1:57:12.7 | +3:59.9    | 19      |
| 5.                       | Michał Chorbiński   | Patryk Kielar       | Peugeot 208 Rally4     | 1:57:30.1 | +4:17.3    | 17      |
| 6.                       | Ciprian-Daniel Lupu | Andrei Aițculesei   | Renault Clio Rally5    | 2:22:08.0 | +28:55.2   | 15      |
| ERC Junior               |                     |                     |                        |           |            |         |
| 1.                       | Calle Carlberg      | Jørgen Eriksen      | Opel Corsa Rally4      | 1:53:12.8 | 0.0        | 30      |
| 2.                       | Max McRae           | Cameron Fair        | Peugeot 208 Rally4     | 1:53:40.3 | +27.5      | 24      |
| 3.                       | Daniel Polášek      | Zdeněk Omelka       | Peugeot 208 Rally4     | 1:56:53.0 | +3:40.2    | 21      |
| 4.                       | Davide Pesavento    | Flavio Zanella      | Peugeot 208 Rally4     | 1:57:12.7 | +3:59.9    | 19      |
| Fuente: ewrc-results.com |                     |                     |                        |           |            |         |